# Prachin Buri (Provinz)
Prachin Buri (Thai: ปราจีนบุรี, auch als Prachinburi wiedergegeben) ist eine Provinz (Changwat) im Osten Thailands, sie wird aber verwaltungstechnisch zu Zentralthailand gezählt. Die Hauptstadt der Provinz heißt ebenfalls Prachin Buri.

## Geographie
Die Provinz Prachin Buri liegt etwa 120 Kilometer nordöstlich von Bangkok.
Die Landschaft der Provinz ist im Wesentlichen zweifach gegliedert: zum einen zeigt sie das tief gelegene Bett des Maenam Bang Pakong, der durch die Provinz Chachoengsao und weiter in den Golf von Thailand fließt, zum anderen die höher gelegene Ebene der Dong-Phaya-Yen-Berge. Hier befinden sich auch zwei Nationalparks, Khao Yai und Thap Lan.
| Benachbarte Provinzen: | Benachbarte Provinzen: |
| ---------------------- | ---------------------- |
| Norden                 | Nakhon Ratchasima      |
| Osten                  | Sa Kaeo                |
| Süden                  | Chachoengsao           |
| Westen                 | Nakhon Nayok           |

### Klima
Das Klima ist tropisch-monsunal. Im Jahr 2009 gab es bei 134 Regentagen 1676,3 mm Niederschlag. Die jeweils höchste und tiefste Temperatur lag bei 36 °C und 18 °C.

## Wirtschaft und Bedeutung
Prachin Buri zählte früher, wie heute noch viele Gebiete im Isan, zu den ärmsten Provinzen des Landes. Seit einiger Zeit zieht es jedoch mehr und mehr Geschäftsleute aus der relativ nahe gelegenen Hauptstadt nach Prachin Buri, die hier Ruhe und Abgeschiedenheit finden. Deshalb fließt eine nicht unerhebliche Geldmenge in die Gegend.
Der Tourismus spielt hier – trotz des bekannten Nationalparks Khao Yai – keine besondere Rolle, obwohl die Gegend viele interessante Orte hat. Hauptbeschäftigung ist die Landwirtschaft, Haupterzeugnisse sind hier neben dem obligatorischen Reis, Soja, Durian, Bambussprossen und Tapioka.
Im Jahr 2009 betrug das „Gross Provincial Product“ (Bruttoinlandsprodukt) der Provinz 75.244 Millionen Baht.

### Daten
Die unten stehende Tabelle zeigt den Anteil der Wirtschaftszweige am Gross Provincial Product in Prozent:
| Wirtschaftszweig | 2006 | 2007 | 2008 |
| ---------------- | ---- | ---- | ---- |
| Landwirtschaft   | 6,7  | 8,0  | 9,4  |
| Industrie        | 50,9 | 45,2 | 42,3 |
| Andere           | 42,4 | 46,8 | 48,3 |

## Verkehr

### Flughafen
- Flughafen Bangkok-Suvarnabhumi (IATA-Flughafencode: BKK)

## Geschichte
In Prachin Buri wurden viele Erzeugnisse aus der Dvaravati-Zeit gefunden, so dass man annimmt, dass die Gegend bereits seit dem 8. Jahrhundert ständig besiedelt ist. Sie wurde dann von den Khmer beherrscht, die durch die Ausdehnung des Reiches von Ayutthaya mehr und mehr zurückgedrängt wurden.
Prachin Buri wurde unter König Mongkut (Rama IV.) errichtet und im Jahr 1872 unter König Chulalongkorn (Rama V.) vollendet. Der erste Gouverneur der Provinz war Phra Preecha Kolkan. Nachdem man im nahe gelegenen Kabin Buri Gold entdeckt hatte, erhielt er den Befehl des Königs, in Prachin Buri ein Goldlager zu errichten. Später entstand daraus das Verwaltungsgebäude für die Provinz.

## Sehenswürdigkeiten
- Wat Phra Si Maha Phot – buddhistische Tempelanlage (Wat) im Amphoe Si Maha Phot, etwa 22 Kilometer außerhalb der Provinzhauptstadt gelegen; im Park des Tempels befindet sich ein uralter und gewaltiger Bodhibaum, dessen Umfang etwa 15 Meter beträgt. Der Samen für diesen Baum wurde auf einer Missionsreise aus Bodhgaya in Indien nach Thailand gebracht.
- Khao Ito Wasserfall (Thai: น้ำตกเขาอีโต) – etwa zwölf Kilometer außerhalb der Provinzhauptstadt, zeigt Wasserschnellen über mehrere Ebenen
- Nationalparks:
  - Nationalpark Khao Yai – etwa 2200 km² großer und weltbekannter Nationalpark, der Name bedeutet „Großer Berg“; Khao Yai steigt bis etwa 1300 Meter Höhe an und zeigt eine mannigfaltige Tier- und Pflanzenwelt. Khao Yai ist der älteste Nationalpark Thailands und wurde 1962 von König Bhumibol Adulyadej eingeweiht.
  - Nationalpark Thap Lan (Thai: อุทยานแห่งชาติทับลาน) – etwa 2235 km² großer Nationalpark im Amphoe Na Di, der viele Palmenarten zeigt.

## Symbole
Das Siegel der Provinz Prachin Buri zeigt den berühmten Bodhi-Baum beim Tempel Wat Si Maha Phot. Dieser Baum wurde nach einer Pilgerreise vor 2000 Jahren aus Indien hergebracht.
Die Farben der Provinz sind rot und gelb – rot steht für das Land und gelb für den Buddhismus. Der lokale Baum ist der Bodhi-Baum, die lokale Blume ist der Korkbaum (Millingtonia hortensis).
Der Wahlspruch der Provinz Prachin Buri lautet:
„Der heilige Bodhi-Baum wurde in dieser Stadt gezogen,
Süße Bambusschößlinge gibt es überall bis heute,
Weti bekannt für Früchte in allen Jahreszeiten,
Die Provinz liegt in Dvaravati, dem alten Königreich.“

## Verwaltungseinheiten

### Provinzverwaltung
Die Provinz Prachin Buri ist unterteilt in sieben Landkreise (Amphoe), 65 Gemeinden (Tambon) und 658 Dörfer (Muban).
| \| Nr. \| Amphoe-Name \| Thai \| \| --- \| -------------------------- \| ---------------- \| \| 1 \| Amphoe Mueang Prachin Buri \| อำเภอเมืองปราจีนบุรี \| \| 2 \| Amphoe Kabin Buri \| อำเภอกบินทร์บุรี \| \| 3 \| Amphoe Na Di \| อำเภอนาดี \| \| 6 \| Amphoe Ban Sang \| อำเภอบ้านสร้าง \| \| 7 \| Amphoe Prachantakham \| อำเภอประจันตคาม \| \| 8 \| Amphoe Si Maha Phot \| อำเภอศรีมหาโพธิ \| \| 9 \| Amphoe Si Mahosot \| อำเภอศรีมโหสถ \| |                            |                  |
| Nr. | Amphoe-Name                | Thai             |
| 1 | Amphoe Mueang Prachin Buri | อำเภอเมืองปราจีนบุรี |
| 2 | Amphoe Kabin Buri          | อำเภอกบินทร์บุรี     |
| 3 | Amphoe Na Di               | อำเภอนาดี         |
| 6 | Amphoe Ban Sang            | อำเภอบ้านสร้าง     |
| 7 | Amphoe Prachantakham       | อำเภอประจันตคาม   |
| 8 | Amphoe Si Maha Phot        | อำเภอศรีมหาโพธิ    |
| 9 | Amphoe Si Mahosot          | อำเภอศรีมโหสถ     |

Hinweis: Fehlende Nummer gehören zu den Amphoe, die nun die Provinz Sa Kaeo bilden.

### Lokalverwaltung
Für das ganze Gebiet der Provinz besteht eine Provinz-Verwaltungsorganisation (องค์การบริหารส่วนจังหวัด, kurz อบจ., Ongkan Borihan suan Changwat; englisch Provincial Administrative Organization, PAO).
In der Provinz gibt es eine Stadt (เทศบาลเมือง, Thesaban Mueang) – Prachin Buri (เทศบาลเมืองปราจีนบุรี) und 11 Kleinstädte (เทศบาลตำบล, Thesaban Tambon).